# Morti il 29 settembre
| Questa pagina contiene informazioni ricavate automaticamente dalle voci biografiche con l'ausilio del template Bio e di un bot. L'aggiornamento è periodico e automatico e ricostruisce completamente la pagina. Se manca una persona in questa lista, sei pregato di non aggiungerla, ma accertati piuttosto che la sua voce biografica contenga il template Bio e che i dati anagrafici siano correttamente compilati. Se il template Bio manca, inseriscilo tu stesso o, in alternativa, metti l'avviso {{tmp\|Bio}} che ne segnala la mancanza. Se i dati riportati sono sbagliati, correggi direttamente la voce biografica; le modifiche saranno visibili in questa lista entro pochi giorni. Per chiarimenti vedi il progetto biografie. La lista contiene solo le 471 persone che sono citate nell'enciclopedia e per le quali è stato implementato correttamente il template Bio. Pagina aggiornata al 5 ago 2025. |

## IX secolo(2)
- 855 - Lotario I, re franco (n. 795)
- 866 - Carlo III di Aquitania, sovrano

## XI secolo(1)
- 1052 - Sweyn Godwinson, nobile anglosassone

## XII secolo(2)
- 1157 - Mabel Fitzhamon, nobile (n. 1090)
- 1168 - Corrado II di Babenberg, vescovo cattolico austriaco

## XIII secolo(3)
- 1219 - Pietro Collevaccino, cardinale e vescovo cattolico italiano
- 1225 - Arnaud Amaury, abate, arcivescovo cattolico e beato francese
- 1298 - Guido da Montefeltro, militare, politico e religioso italiano

## XIV secolo(9)
- 1304 - Agnese di Brandeburgo, regina danese (n. 1257)
- 1304 - Giovanni de Warenne, VI conte di Surrey, nobile e militare britannico (n. 1231)
- 1313 - Imagina di Isenburg-Limburg, sovrana tedesca
- 1347 - Taddeo Pepoli, politico e giurista italiano
- 1349 - Margaret Wake, nobildonna britannica (n. 1297)
- 1355 - Matteo II Visconti, nobile
- 1360 - Giovanna I d'Alvernia, contessa francese (n. 1326)
- 1364 - Carlo di Blois, duca francese
- 1369 - Étienne Aubert iuniore, cardinale e vescovo cattolico francese

## XV secolo(5)
- 1440 - Enrico Scarampi, vescovo cattolico italiano
- 1451 - Gioacchino di Pomerania, nobile tedesco
- 1484 - Giovanni da Dukla, presbitero, religioso e santo polacco (n. 1414)
- 1492 - Domenico Gagini, scultore italiano
- 1494 - Agnolo Poliziano, poeta, umanista e filologo classico italiano (n. 1454)

## XVI secolo(15)
- 1505 - Pierre Le Baud, presbitero e storico francese
- 1506 - Juan de Castro, cardinale e vescovo cattolico spagnolo (n. 1431)
- 1523 - Alessandro Sforza di Francavilla, condottiero italiano (n. 1465)
- 1529 - Fabio Petrucci, politico italiano (n. 1505)
- 1530 - Andrea del Sarto, pittore italiano (n. 1486)
- 1534 - Alvise Gritti, mercante e politico turco (n. 1480)
- 1541 - Tommaso Diplovatazio, giurista bizantino (n. 1468)
- 1560 - Gustavo I di Svezia, sovrano (n. 1496)
- 1572 - Denis Lambin, filologo classico francese
- 1577 - Gjon Buzuku, vescovo cattolico albanese (n. 1499)
- 1581 - Andreas Musculus, teologo tedesco (n. 1514)
- 1583 - Marco Fedeli Gonzaga, vescovo cattolico italiano
- 1586 - Pierdonato Cesi, cardinale italiano (n. 1522)
- 1589 - Alessandro Appiano, nobile italiano (n. 1558)
- 1591 - Giovanni II della Frisia orientale, conte (n. 1538)

## XVII secolo(16)
- 1603 - Francesco Buonamici, medico, filosofo e scrittore italiano (n. 1533)
- 1608 - Eugenio Cattaneo, vescovo cattolico italiano (n. 1551)
- 1619 - Francesco Manin, vescovo cattolico e conte italiano (n. 1541)
- 1622 - Filippo Filonardi, cardinale e vescovo cattolico italiano (n. 1582)
- 1632 - Bartolomeo Burchelati, letterato e storico italiano (n. 1548)
- 1637 - Lorenzo Ruiz, missionario e santo filippino
- 1642 - Renato Goupil, gesuita, missionario e santo francese (n. 1608)
- 1642 - William Stanley, VI conte di Derby, nobile inglese (n. 1561)
- 1672 - Luca Danesi, architetto e matematico italiano (n. 1598)
- 1674 - Gerbrand van den Eeckhout, pittore olandese (n. 1621)
- 1679 - John Manners, VIII conte di Rutland, politico inglese (n. 1604)
- 1680 - Mario Alberizzi, cardinale italiano (n. 1609)
- 1691 - Johann Karl von Frankenstein, vescovo cattolico tedesco (n. 1610)
- 1694 - Leopoldo Ludovico del Palatinato-Veldenz, nobile tedesco (n. 1625)
- 1694 - Katarzyna Sobieska, nobile polacca (n. 1634)
- 1696 - Íñigo Fernández de Velasco, VII duca di Frías, generale e politico spagnolo (n. 1629)

## XVIII secolo(17)
- 1702 - Pieter Cornelis Verhoek, pittore, scultore e poeta olandese (n. 1633)
- 1702 - Ignacio de la Cerda, vescovo cattolico spagnolo (n. 1622)
- 1703 - Charles de Marguetel de Saint-Denis de Saint-Evremond, scrittore francese (n. 1613)
- 1710 - Carlotta Felicita di Brunswick-Lüneburg, duchessa (n. 1671)
- 1710 - João de Sousa, arcivescovo cattolico portoghese (n. 1647)
- 1723 - Rachel Wriothesley, nobildonna inglese (n. 1636)
- 1735 - Antonio Dardani, pittore italiano (n. 1677)
- 1746 - François de Bricqueville, ammiraglio francese
- 1749 - Adil Shah, sovrano persiano
- 1766 - Angelo Calogerà, religioso e scrittore italiano (n. 1696)
- 1768 - Christian Seybold, pittore tedesco (n. 1695)
- 1781 - Guglielmo Enrico di Nassau-Zuylestein, IV conte di Rochford, diplomatico inglese (n. 1717)
- 1785 - Jakob Gujer, agricoltore svizzero (n. 1718)
- 1789 - Annibale degli Abati Olivieri, archeologo e numismatico italiano (n. 1708)
- 1793 - François Rozier, botanico e agronomo francese (n. 1734)
- 1794 - Edvard Storm, poeta e pedagogista norvegese (n. 1749)
- 1800 - Antonio Frizzi, storico, drammaturgo e pittore italiano (n. 1736)

## XIX secolo(50)
- 1802 - August Johann Georg Karl Batsch, botanico e medico tedesco (n. 1761)
- 1802 - Michelangelo Luchi, cardinale italiano (n. 1744)
- 1818 - Jean Duplessis-Bertaux, incisore e disegnatore francese (n. 1747)
- 1825 - Daniel Shays, ufficiale e rivoluzionario statunitense (n. 1747)
- 1826 - Pier Francesco Morali, arcivescovo cattolico italiano (n. 1758)
- 1829 - Pierre Dumont, politico, scrittore e giurista svizzero (n. 1759)
- 1830 - John Murray, IV duca di Atholl, nobile scozzese (n. 1755)
- 1831 - Juan Ángel Michelena, militare spagnolo (n. 1774)
- 1833 - Ferdinando VII di Spagna, re (n. 1784)
- 1834 - Federico di Sassonia-Altenburg, duca (n. 1763)
- 1837 - Claude Petit-Benoît de Chaffoy, vescovo cattolico francese (n. 1752)
- 1839 - Friedrich Mohs, chimico e mineralogista tedesco (n. 1773)
- 1842 - Domenico Rossetti De Scander, geografo, letterato e avvocato austriaco (n. 1774)
- 1849 - Vincenzo Merighi, compositore e violoncellista italiano (n. 1795)
- 1851 - Paul-Thérèse-David d'Astros, cardinale e arcivescovo cattolico francese (n. 1772)
- 1851 - Pierfrancesco Leopardi, nobile italiano (n. 1813)
- 1853 - James Tallmadge, politico statunitense (n. 1778)
- 1854 - Joseph W. Jackson, politico statunitense (n. 1796)
- 1854 - Armand Jacques Leroy de Saint-Arnaud, generale francese (n. 1798)
- 1858 - Dominik Biemann, incisore tedesco (n. 1800)
- 1860 - Tokugawa Nariaki, politico giapponese (n. 1800)
- 1861 - Tekla Bądarzewska-Baranowska, compositrice polacca (n. 1834)
- 1865 - Samuel David Luzzatto, poeta, traduttore e bibliografo italiano (n. 1800)
- 1867 - Sterling Price, avvocato, politico e generale statunitense (n. 1809)
- 1870 - Carlo Salerio, presbitero e patriota italiano (n. 1827)
- 1871 - Bernardino Maceri, politico italiano (n. 1823)
- 1872 - Hector Horeau, architetto francese (n. 1801)
- 1872 - Luis María Pastor Coxo, economista e politico spagnolo (n. 1804)
- 1877 - Sisto Riario Sforza, cardinale e arcivescovo cattolico italiano (n. 1810)
- 1879 - Eduard Fenzl, botanico austriaco (n. 1808)
- 1879 - Stephen Palfrey Webb, politico statunitense (n. 1804)
- 1881 - Alfonso Linguiti, filologo e presbitero italiano (n. 1827)
- 1882 - Maria Pia di Borbone-Due Sicilie, principessa (n. 1849)
- 1882 - Muhammad Mahabat Khanji II, principe indiano (n. 1838)
- 1883 - Victor-Auguste-Isidore Dechamps, cardinale, arcivescovo cattolico e giornalista belga (n. 1810)
- 1884 - Eugène Bourdon, ingegnere e orologiaio francese (n. 1808)
- 1887 - Natal'ja Aleksandrovna Armfel'dt, rivoluzionaria russa (n. 1850)
- 1887 - Bernhard von Langenbeck, chirurgo tedesco (n. 1810)
- 1888 - Jean-François Berthelier, tenore e attore teatrale francese (n. 1830)
- 1888 - Iulia Hasdeu, scrittrice e poetessa rumena (n. 1869)
- 1889 - Louis Faidherbe, generale, politico e scienziato francese (n. 1818)
- 1889 - Eugène Flandin, orientalista, pittore e archeologo francese (n. 1809)
- 1890 - Alphonse Karr, giornalista, scrittore e aforista francese (n. 1808)
- 1891 - Sergej Alekseevič Dolgorukov, politico e diplomatico russo (n. 1809)
- 1892 - François-Jean-Marie Laouënan, missionario e vescovo cattolico francese (n. 1822)
- 1893 - Louis Delâtre, poeta e traduttore francese (n. 1815)
- 1897 - Luigi Tegas, politico e prefetto italiano (n. 1823)
- 1898 - Luigi Acquaviva, nobile, politico e generale italiano (n. 1812)
- 1898 - Luisa d'Assia-Kassel, principessa tedesca (n. 1817)
- 1899 - Joseph Gobanz, zoologo, geologo e geografo austriaco (n. 1831)

## XX secolo(228)
- 1901 - Jules-Marie Sevestre, pittore francese (n. 1834)
- 1902 - William McGonagall, poeta scozzese (n. 1825)
- 1902 - Émile Zola, scrittore, giornalista e saggista francese (n. 1840)
- 1903 - Marie Geistinger, soprano, attrice teatrale e direttrice teatrale austriaca (n. 1836)
- 1904 - Alfred Nehring, zoologo e paleontologo tedesco (n. 1845)
- 1906 - Enrico Sappia, storico e giornalista italiano (n. 1833)
- 1908 - Machado de Assis, scrittore e poeta brasiliano (n. 1839)
- 1908 - Albert Maignan, pittore e illustratore francese (n. 1845)
- 1908 - Wilhelm Reiss, geologo e esploratore tedesco (n. 1838)
- 1909 - Barthélémy Maglioli, architetto francese (n. 1856)
- 1909 - Edwin Theodor Saemisch, oculista tedesco (n. 1833)
- 1910 - Rebecca Harding Davis, scrittrice e giornalista statunitense (n. 1831)
- 1910 - Winslow Homer, pittore, illustratore e incisore statunitense (n. 1836)
- 1911 - Giuseppe De Marinis, magistrato e politico italiano (n. 1832)
- 1911 - Henry Northcote, I barone Northcote, politico britannico (n. 1846)
- 1912 - Franz Skutsch, filologo classico e linguista tedesco (n. 1865)
- 1913 - Gabriele Dulcetta, nobile, politico e mafioso italiano (n. 1856)
- 1914 - Jean Bouin, mezzofondista francese (n. 1888)
- 1914 - George Adalbert von Mülverstedt, archivista, filologo e numismatico tedesco (n. 1825)
- 1915 - Giuseppe Croce, artigiano, politico e giornalista italiano (n. 1853)
- 1917 - Luca Botta, tenore italiano (n. 1882)
- 1917 - Antonino Cascino, generale italiano (n. 1862)
- 1917 - Mario Merlin, militare italiano (n. 1887)
- 1918 - Giuseppe Franchi Maggi, militare italiano (n. 1890)
- 1918 - Frank Luke, aviatore e ufficiale statunitense (n. 1897)
- 1920 - Michele Rajna, matematico e astronomo italiano (n. 1854)
- 1921 - Clemente Origo, pittore, scultore e illustratore italiano (n. 1855)
- 1921 - John Thomson, fotografo, geografo e viaggiatore britannico (n. 1837)
- 1922 - Maria Crocifissa Cosulich, religiosa italiana (n. 1852)
- 1923 - Alberto Favara, etnomusicologo e compositore italiano (n. 1863)
- 1923 - Joseph Ruau, politico francese (n. 1865)
- 1923 - Antonín Cyril Stojan, arcivescovo cattolico ceco (n. 1851)
- 1924 - Eduardo Arolas, fisarmonicista, compositore e direttore d'orchestra argentino (n. 1892)
- 1924 - Giuseppe Bocca, politico e avvocato italiano (n. 1856)
- 1924 - Hugh Chisholm, giornalista britannico (n. 1866)
- 1925 - Léon Bourgeois, politico francese (n. 1851)
- 1925 - Parfait-Louis Monteil, militare e esploratore francese (n. 1855)
- 1927 - Willem Einthoven, fisiologo olandese (n. 1860)
- 1928 - John Devoy, politico e rivoluzionario irlandese (n. 1842)
- 1928 - Lido Manetti, attore cinematografico italiano (n. 1899)
- 1928 - Pier Luigi Penzo, aviatore e militare italiano (n. 1896)
- 1928 - Ernst Steinitz, matematico tedesco (n. 1871)
- 1928 - Jessie Weston, saggista britannica (n. 1850)
- 1929 - Basilio III di Costantinopoli, arcivescovo ortodosso greco (n. 1846)
- 1929 - John Nicholas, calciatore britannico (n. 1879)
- 1929 - Jean Psichari, filologo e scrittore francese (n. 1854)
- 1929 - Ferdinand Rochet, calciatore francese (n. 1889)
- 1929 - Tanaka Giichi, militare e politico giapponese (n. 1864)
- 1930 - Bryan Mahon, militare e politico irlandese (n. 1862)
- 1930 - Il'ja Efimovič Repin, pittore e scultore russo (n. 1844)
- 1931 - Domenico Valenzani, avvocato e politico italiano (n. 1874)
- 1932 - Émile van Ermengem, batteriologo e microbiologo belga (n. 1851)
- 1932 - Henry Innes-Ker, VIII duca di Roxburghe, nobile scozzese (n. 1876)
- 1935 - Alexis André, scultore francese (n. 1855)
- 1936 - Heinrich Weinel, teologo tedesco (n. 1874)
- 1936 - Alfonso Carlo di Borbone-Spagna, nobile spagnolo (n. 1849)
- 1937 - Manfredi Appiani, militare e aviatore italiano (n. 1909)
- 1937 - Sebastiano Bacchini, militare e aviatore italiano (n. 1915)
- 1937 - Genaro Estrada, politico, diplomatico e scrittore messicano (n. 1887)
- 1937 - Ray Ewry, altista, lunghista e triplista statunitense (n. 1873)
- 1937 - Ernst Hoppenberg, nuotatore tedesco (n. 1878)
- 1937 - Marcello Pucci, militare italiano (n. 1906)
- 1938 - Guido Albertelli, ingegnere, progettista e politico italiano (n. 1867)
- 1938 - Alfred Krauß, generale e politico austriaco (n. 1862)
- 1939 - Thomas S. McMillan, politico statunitense (n. 1888)
- 1940 - Édouard Claparède, psicologo e pedagogista svizzero (n. 1873)
- 1940 - Renato Gardini, lottatore italiano (n. 1889)
- 1940 - Henry Meige, neurologo francese (n. 1866)
- 1941 - Ercole Massaglia, fotografo italiano (n. 1890)
- 1941 - Nikolaj Vasil'evič Petrov, regista cinematografico russo (n. 1890)
- 1942 - Vilmos Aba Novák, pittore e incisore ungherese (n. 1894)
- 1942 - Zofia Poznańska, partigiana polacca (n. 1906)
- 1943 - Gennaro Capuozzo, partigiano italiano (n. 1932)
- 1943 - Pietro Fanti, militare italiano (n. 1899)
- 1943 - Mario Menichini, partigiano italiano (n. 1926)
- 1944 - Luigi Berni, partigiano italiano (n. 1894)
- 1944 - Pierino Celetto, partigiano italiano (n. 1924)
- 1944 - Harry Chamberlin, cavaliere statunitense (n. 1887)
- 1944 - Licurgo Angelo Fava, partigiano italiano (n. 1906)
- 1944 - Wilhelm Leuschner, politico tedesco (n. 1890)
- 1944 - Rossano Marchioni, partigiano italiano (n. 1926)
- 1944 - Ubaldo Marchioni, presbitero italiano (n. 1918)
- 1944 - Mario Musolesi, partigiano italiano (n. 1914)
- 1944 - Augustus Phillips, attore statunitense (n. 1874)
- 1944 - Virginia Tonelli, partigiana italiana (n. 1903)
- 1945 - Bertil Uggla, astista, pentatleta e schermidore svedese (n. 1890)
- 1947 - Cesare Candi, liutaio italiano (n. 1869)
- 1947 - Jan Hambourg, violinista russo (n. 1882)
- 1949 - Arthur Hunt, pallanuotista britannico (n. 1886)
- 1950 - Robert Clark, biologo e esploratore scozzese (n. 1882)
- 1950 - Abel Hermant, scrittore e drammaturgo francese (n. 1862)
- 1950 - Duarte Leite, politico, matematico e storico portoghese (n. 1864)
- 1950 - Gerald Loxley, aviatore e militare britannico (n. 1885)
- 1951 - Pietro Frosini, fisarmonicista e compositore italiano (n. 1885)
- 1952 - John Cobb, pilota automobilistico britannico (n. 1899)
- 1952 - Clifford Hugh Douglas, ingegnere britannico (n. 1879)
- 1953 - Ettore Colombo, imprenditore italiano (n. 1891)
- 1953 - Ernst Reuter, politico tedesco (n. 1889)
- 1954 - Marcello Labor, letterato, scrittore e medico italiano (n. 1890)
- 1954 - Luigi Monza, presbitero italiano (n. 1898)
- 1955 - Angelo Cesare Bruni, anatomista italiano (n. 1884)
- 1955 - Ines Cristina Zacconi, attrice italiana (n. 1875)
- 1955 - Oscar De Beaux, naturalista italiano (n. 1879)
- 1955 - Petru Giovacchini, poeta, politico e patriota italiano (n. 1910)
- 1955 - Louis Leon Thurstone, ingegnere e psicologo statunitense (n. 1887)
- 1956 - Simon Sabiani, politico e militare francese (n. 1888)
- 1956 - Anastasio Somoza García, politico e generale nicaraguense (n. 1896)
- 1957 - Georgi Bagration-Mukhrani, principe georgiano (n. 1884)
- 1957 - Ali Ajubovič Gučigov, militare e politico sovietico (n. 1914)
- 1958 - Salvatore Caroleo, compositore e direttore d'orchestra italiano (n. 1880)
- 1959 - Julius Beresford, canottiere britannico (n. 1868)
- 1959 - Ugo Pizzarello, generale italiano (n. 1877)
- 1960 - Vladimir Dimitrov, pittore bulgaro (n. 1882)
- 1960 - Paul Häberlin, filosofo svizzero (n. 1878)
- 1961 - Reinhard Herbig, archeologo tedesco (n. 1898)
- 1961 - William Shea, montatore e regista canadese (n. 1893)
- 1961 - Attilio Torresini, scultore italiano (n. 1884)
- 1962 - Robert Burton, attore statunitense (n. 1895)
- 1962 - Owe Jonsson, velocista svedese (n. 1940)
- 1962 - Ottorino Mezzetti, generale italiano (n. 1877)
- 1963 - Franz Horn, calciatore tedesco (n. 1904)
- 1964 - Antonio Stanghellini, fisico italiano (n. 1931)
- 1964 - Fred Tootell, martellista statunitense (n. 1902)
- 1965 - Constantin Heldmann, generale tedesco (n. 1893)
- 1966 - Zoilo Canaveri, calciatore uruguaiano (n. 1893)
- 1967 - Henri Amand, rugbista a 15, arbitro di rugby a 15 e dirigente sportivo francese (n. 1873)
- 1967 - Ludwig Donath, attore austriaco (n. 1900)
- 1967 - Carson McCullers, scrittrice e drammaturga statunitense (n. 1917)
- 1968 - Kitty Kelly, attrice statunitense (n. 1902)
- 1968 - Paul Radmilovic, nuotatore e pallanuotista britannico (n. 1886)
- 1970 - Elmer Gainer, cestista statunitense (n. 1918)
- 1970 - Edward Everett Horton, attore statunitense (n. 1886)
- 1971 - Miguel Ángel Builes Gómez, vescovo cattolico colombiano (n. 1888)
- 1971 - François Claessens, ginnasta belga (n. 1897)
- 1972 - Max Nosseck, regista e attore tedesco (n. 1902)
- 1972 - Edward Sloman, regista, sceneggiatore e attore britannico (n. 1886)
- 1973 - Wystan Hugh Auden, poeta britannico (n. 1907)
- 1973 - Emilio Livi, cantante italiano (n. 1902)
- 1973 - Antal Pruha, calciatore ungherese (n. 1897)
- 1974 - Vittorio Cristini, calciatore italiano (n. 1928)
- 1974 - Frank Howes, critico musicale britannico (n. 1891)
- 1974 - Helen Schnabel, pianista e docente statunitense (n. 1911)
- 1974 - Ruby Pickens Tartt, antropologa e scrittrice statunitense (n. 1880)
- 1975 - Ruben Alfredo Andresen Leitão, giornalista, scrittore e storico portoghese (n. 1920)
- 1975 - Pavol Horov, poeta e traduttore slovacco (n. 1914)
- 1975 - Casey Stengel, allenatore di baseball e giocatore di baseball statunitense (n. 1890)
- 1976 - Len Hutton, lunghista canadese (n. 1908)
- 1976 - Romolo Lastrucci, generale italiano (n. 1889)
- 1976 - Hans Peters, scenografo britannico (n. 1894)
- 1977 - Aleksandr Nikolaevič Čerepnin, compositore e pianista russo (n. 1899)
- 1977 - Robert McKimson, regista e animatore statunitense (n. 1910)
- 1978 - Giuseppe Arcaini, politico italiano (n. 1901)
- 1978 - André Steiner, fotografo ungherese (n. 1901)
- 1979 - Luigi Buccico, giornalista e politico italiano (n. 1933)
- 1979 - Marino Carboni, politico e sindacalista italiano (n. 1933)
- 1979 - Alessio Coronini Cronberg, politico e nobiluomo italiano (n. 1899)
- 1979 - Francisco Macías Nguema, politico equatoguineano (n. 1924)
- 1979 - Ludwig Rex, attore tedesco (n. 1888)
- 1979 - Ester Toivonen, attrice e modella finlandese (n. 1914)
- 1979 - Ivan Aleksandrovič Vyšnegradskij, compositore russo (n. 1893)
- 1980 - Bindo Maserati, ingegnere e imprenditore italiano (n. 1883)
- 1980 - Áron Márton, vescovo cattolico rumeno (n. 1896)
- 1980 - Piero Pisenti, politico e avvocato italiano (n. 1887)
- 1981 - Irving Chernev, scacchista e scrittore statunitense (n. 1900)
- 1981 - Vittorio Cioni, canottiere italiano (n. 1900)
- 1981 - Valiollah Fallahi, generale iraniano (n. 1931)
- 1981 - Norm Grekin, cestista statunitense (n. 1930)
- 1981 - Jakov Fedotovič Pavlov, militare sovietico (n. 1917)
- 1981 - Bill Shankly, calciatore e allenatore di calcio britannico (n. 1913)
- 1981 - Frances Amelia Yates, storica, insegnante e saggista britannica (n. 1899)
- 1982 - Lucy Griffiths, attrice britannica (n. 1919)
- 1982 - René Herbst, architetto e designer francese (n. 1891)
- 1982 - Mat, illustratore e fumettista francese (n. 1895)
- 1983 - Roy George Douglas Allen, statistico britannico (n. 1906)
- 1983 - Edvīns Bietags, lottatore lettone (n. 1908)
- 1983 - Nicky Kirsch, calciatore lussemburghese (n. 1901)
- 1984 - Daniele Fontana, disegnatore, illustratore e pittore italiano (n. 1900)
- 1984 - Domingos Coutinho, cavallerizza portoghese (n. 1896)
- 1985 - Joan Fry, tennista britannica (n. 1909)
- 1985 - Arthur Krams, scenografo statunitense (n. 1912)
- 1985 - Adelmo Mandolini, pilota motociclistico italiano (n. 1912)
- 1985 - Benjamin Markarian, astronomo e astrofisico armeno (n. 1913)
- 1986 - Lilian Hamilton Jeffery, archeologa e epigrafista britannica (n. 1915)
- 1986 - Helmut Qualtinger, attore, scrittore e drammaturgo austriaco (n. 1928)
- 1987 - Henry Ford II, imprenditore statunitense (n. 1917)
- 1987 - Piero Malvezzi, scrittore, partigiano e attivista italiano (n. 1916)
- 1987 - Gino Palumbo, giornalista italiano (n. 1921)
- 1987 - Mario Prestifilippo, mafioso italiano (n. 1958)
- 1987 - Edmund Twórz, calciatore polacco (n. 1914)
- 1988 - Charles Addams, fumettista statunitense (n. 1912)
- 1988 - Alberto Gattoni, politico italiano (n. 1911)
- 1988 - Raúl Landini, pugile argentino (n. 1909)
- 1988 - Franco Momigliano, antifascista, partigiano e economista italiano (n. 1916)
- 1988 - Saverio Turiello, pugile italiano (n. 1910)
- 1989 - Dorothy Andrus, tennista statunitense (n. 1908)
- 1989 - Ernesto Colli, presbitero e storico italiano (n. 1899)
- 1989 - János Farkas, calciatore ungherese (n. 1942)
- 1989 - Gianni Santuccio, attore e regista teatrale italiano (n. 1911)
- 1989 - Jean-Louis Tixier-Vignancour, avvocato e politico francese (n. 1907)
- 1990 - John Carta, aviatore italiano (n. 1946)
- 1991 - Ed Barge, animatore statunitense (n. 1910)
- 1992 - Jean Aurenche, sceneggiatore francese (n. 1903)
- 1992 - Paul Jabara, cantautore, compositore e attore statunitense (n. 1948)
- 1993 - Gordon Douglas, regista statunitense (n. 1907)
- 1993 - Tatjana Gsovsky, coreografa russa (n. 1901)
- 1993 - Eugenio Pagnini, pentatleta italiano (n. 1905)
- 1993 - Matej Bor, scrittore e drammaturgo sloveno (n. 1913)
- 1994 - Cheb Hasni, cantante algerino (n. 1968)
- 1994 - Leonardo Ricci, architetto italiano (n. 1918)
- 1995 - Alfred Felix Landon Beeston, orientalista e arabista britannico (n. 1911)
- 1995 - Susan Fleetwood, attrice britannica (n. 1944)
- 1995 - Madalyn Murray O'Hair, attivista statunitense (n. 1919)
- 1996 - Abdul Aziz, atleta pakistano (n. 1924)
- 1996 - Shūsaku Endō, scrittore giapponese (n. 1923)
- 1996 - Bohuslav Karlík, canoista cecoslovacco (n. 1908)
- 1996 - George Rung, cestista e allenatore di pallacanestro statunitense (n. 1916)
- 1997 - Luigi Girardin, politico italiano (n. 1925)
- 1997 - Roy Lichtenstein, artista statunitense (n. 1923)
- 1997 - Fritz Schär, ciclista su strada, pistard e ciclocrossista svizzero (n. 1926)
- 1998 - Bruno Munari, artista, designer e scrittore italiano (n. 1907)
- 1998 - Albert Streckeisen, geologo e mineralogista svizzero (n. 1901)
- 1999 - Giorgio Calza Bini, architetto e urbanista italiano (n. 1908)
- 1999 - Andrij Romanovyč Chomyn, calciatore sovietico (n. 1968)
- 1999 - Gustavo Leigh, generale cileno (n. 1920)
- 1999 - Herman Monter, calciatore tedesco (n. 1926)
- 1999 - Mario Spagnol, editore italiano (n. 1930)
- 2000 - Myles Ferguson, attore canadese (n. 1981)
- 2000 - Paola Levi-Montalcini, pittrice italiana (n. 1909)

## XXI secolo(122)
- 2001 - Angelo Fioretti, canottiere italiano (n. 1918)
- 2001 - Gloria Foster, attrice statunitense (n. 1933)
- 2001 - Nguyễn Văn Thiệu, generale e politico vietnamita (n. 1923)
- 2001 - Adriana Palomby, politica italiana (n. 1922)
- 2001 - Rakoto Frah, flautista e compositore malgascio (n. 1923)
- 2001 - Helmut Roloff, pianista e insegnante tedesco (n. 1912)
- 2002 - Aldo Cappelli, scrittore, commediografo e romanziere italiano (n. 1940)
- 2002 - Giuliana Cavaglieri Tesoro, chimica italiana (n. 1921)
- 2002 - Zvi Kolitz, scrittore lituano (n. 1912)
- 2002 - Mickey Newbury, cantautore statunitense (n. 1940)
- 2003 - Maria Floriani Squarciapino, archeologa e funzionaria italiana (n. 1917)
- 2003 - Raoul Gregory Vitale, fisico, musicologo e storico siriano (n. 1928)
- 2003 - Michel Watteau, calciatore francese (n. 1945)
- 2004 - Alberto Camenzind, architetto svizzero (n. 1914)
- 2004 - Billy Jacobs, attore statunitense (n. 1910)
- 2004 - Richard Sainct, pilota motociclistico francese (n. 1970)
- 2005 - Pasquale Balsamo, partigiano e giornalista italiano (n. 1924)
- 2005 - Patrick Caulfield, pittore e incisore inglese (n. 1936)
- 2005 - Robert Dorgebray, ciclista su strada francese (n. 1912)
- 2005 - Jurij Sapega, pallavolista e allenatore di pallavolo sovietico (n. 1965)
- 2005 - Gennadij Vasil'evič Sarafanov, cosmonauta sovietico (n. 1942)
- 2005 - Irena Twardosz, cestista polacca (n. 1939)
- 2006 - Gian Butturini, fotoreporter e regista italiano (n. 1935)
- 2006 - Gerry Gazzard, calciatore inglese (n. 1925)
- 2006 - Michael Monsoor, militare statunitense (n. 1981)
- 2006 - Cataldo Naro, arcivescovo cattolico italiano (n. 1951)
- 2006 - Louis-Albert Vachon, cardinale e arcivescovo cattolico canadese (n. 1912)
- 2007 - Lois Maxwell, attrice canadese (n. 1927)
- 2007 - Katsuko Saruhashi, chimica giapponese (n. 1920)
- 2007 - Gyula Zsivótzky, martellista ungherese (n. 1937)
- 2008 - Renato Ascari Raccagni, politico italiano (n. 1920)
- 2008 - Louis Guss, attore statunitense (n. 1918)
- 2008 - Luis de Souza Ferreira, calciatore peruviano (n. 1908)
- 2009 - Pavel Romanovič Popovič, cosmonauta sovietico (n. 1930)
- 2009 - José Antonio Muñoz Rojas, avvocato, scrittore e poeta spagnolo (n. 1909)
- 2010 - Georges Charpak, fisico polacco (n. 1924)
- 2010 - Vincenzo Crocitti, attore italiano (n. 1949)
- 2010 - Tony Curtis, attore statunitense (n. 1925)
- 2010 - Alain Dhénaut, produttore televisivo francese (n. 1942)
- 2010 - Herm Fuetsch, cestista statunitense (n. 1918)
- 2010 - Eduardo Manchón, calciatore spagnolo (n. 1930)
- 2010 - Joe Mantell, attore statunitense (n. 1915)
- 2010 - Luciano Petech, orientalista e storico delle religioni italiano (n. 1914)
- 2011 - Vittorio Centanaro, chitarrista e compositore italiano (n. 1929)
- 2011 - Hella Haasse, scrittrice olandese (n. 1918)
- 2011 - Tat'jana Lioznova, regista sovietica (n. 1924)
- 2011 - Vera Popkova, velocista sovietica (n. 1943)
- 2011 - Sylvia Robinson, cantante, produttrice discografica e imprenditrice statunitense (n. 1935)
- 2012 - Hebe Camargo, conduttrice televisiva, attrice e cantante brasiliana (n. 1929)
- 2012 - Enrico Colombo, sceneggiatore e produttore cinematografico italiano (n. 1929)
- 2012 - Antonio Maria Mucciolo, arcivescovo cattolico italiano (n. 1923)
- 2012 - Hathloul bin Abd al-Aziz Al Saud, principe e dirigente sportivo saudita (n. 1942)
- 2013 - Sirio Bellucci, pittore italiano (n. 1924)
- 2013 - Oscar Castro-Neves, cantante, chitarrista e compositore brasiliano (n. 1940)
- 2013 - Cláudio Cavalcanti, attore e politico brasiliano (n. 1940)
- 2013 - Cyrus Elias, attore statunitense (n. 1930)
- 2013 - S. N. Goenka, insegnante birmano (n. 1924)
- 2013 - L.C. Greenwood, giocatore di football americano statunitense (n. 1946)
- 2013 - Mario Gritti, calciatore italiano (n. 1923)
- 2013 - Marcella Hazan, scrittrice italiana (n. 1924)
- 2013 - Bob Kurland, cestista statunitense (n. 1924)
- 2013 - Robert Leeson, scrittore britannico (n. 1928)
- 2014 - Gastone Biggi, pittore, scrittore e poeta italiano (n. 1925)
- 2014 - Luciano Delbianco, politico e economista croato (n. 1954)
- 2015 - Federico Guglielmo di Prussia, storico e nobile tedesco (n. 1939)
- 2015 - Mauro Ferri, politico e avvocato italiano (n. 1920)
- 2015 - Hellmuth Karasek, giornalista, critico letterario e romanziere tedesco (n. 1934)
- 2015 - Phil Woods, sassofonista statunitense (n. 1931)
- 2015 - Nawwaf bin Abd al-Aziz Al Sa'ud, principe, politico e imprenditore saudita (n. 1932)
- 2016 - Jan Blažek, cestista cecoslovacco (n. 1947)
- 2016 - Miriam Defensor-Santiago, politica, avvocata e giudice filippina (n. 1945)
- 2016 - Gilles Dubé, hockeista su ghiaccio e allenatore di hockey su ghiaccio canadese (n. 1927)
- 2016 - Ann Emery, attrice, cantante e ballerina inglese (n. 1930)
- 2016 - Michele Forte, politico italiano (n. 1938)
- 2016 - Nemer Hammad, diplomatico e giornalista palestinese (n. 1941)
- 2016 - Herbert Martin, calciatore tedesco (n. 1925)
- 2016 - Duilio Santarosa, calciatore italiano (n. 1923)
- 2016 - Laura Troschel, attrice e cantante italiana (n. 1944)
- 2016 - Amparo Valle, attrice e regista teatrale spagnola (n. 1937)
- 2016 - Joseph Velly, ciclista su strada francese (n. 1938)
- 2017 - Ljudmila Belousova, pattinatrice artistica su ghiaccio sovietica (n. 1935)
- 2018 - Luigi Agnolin, arbitro di calcio e dirigente sportivo italiano (n. 1943)
- 2018 - Alves Barbosa, ciclista su strada, pistard e ciclocrossista portoghese (n. 1931)
- 2018 - Pascale Casanova, scrittrice e critica letteraria francese (n. 1959)
- 2018 - Barnabas Sibusiso Dlamini, politico swati (n. 1942)
- 2018 - Otis Rush, chitarrista e cantautore statunitense (n. 1934)
- 2018 - Richard Searfoss, astronauta statunitense (n. 1956)
- 2019 - Busbee, musicista e produttore discografico statunitense (n. 1976)
- 2019 - Giuseppe Campos Venuti, urbanista e politico italiano (n. 1926)
- 2019 - Guido Carandini, saggista, economista e politico italiano (n. 1929)
- 2019 - Patricia Elsener, tuffatrice statunitense (n. 1929)
- 2019 - Nguyễn Hữu Hạnh, generale vietnamita (n. 1926)
- 2019 - Paavo Korhonen, combinatista nordico finlandese (n. 1928)
- 2019 - Jim Morgan, cestista e allenatore di pallacanestro statunitense (n. 1934)
- 2019 - Valentino Perdonà, politico italiano (n. 1915)
- 2019 - Larry Willis, pianista e compositore statunitense (n. 1942)
- 2020 - Timothy Ray Brown, statunitense (n. 1966)
- 2020 - Antonio Di Ciolo, schermidore e maestro di scherma italiano (n. 1934)
- 2020 - Tullio Ghersetich, calciatore italiano (n. 1930)
- 2020 - Mac Davis, cantautore statunitense (n. 1942)
- 2020 - Rocco Prestia, bassista statunitense (n. 1951)
- 2020 - Helen Reddy, cantante e attrice australiana (n. 1941)
- 2020 - Sabah IV al-Ahmad al-Jabir Al Sabah, sovrano kuwaitiano (n. 1929)
- 2020 - Silva Batuta, calciatore brasiliano (n. 1940)
- 2021 - Ottavio Compagnoni, fondista italiano (n. 1926)
- 2021 - Hayko, cantante, cantautore e musicista armeno (n. 1973)
- 2021 - Lee McNeill, velocista statunitense (n. 1964)
- 2021 - François Verove, serial killer e poliziotto francese (n. 1962)
- 2021 - Alexandre José Maria dos Santos, cardinale e arcivescovo cattolico mozambicano (n. 1924)
- 2022 - Gaetano Arangio-Ruiz, giurista italiano (n. 1919)
- 2022 - Gavin Escobar, giocatore di football americano statunitense (n. 1991)
- 2022 - Paul Veyne, storico francese (n. 1930)
- 2023 - Maurizio Antonioli, storico italiano (n. 1945)
- 2023 - Dianne Feinstein, politica statunitense (n. 1933)
- 2023 - Jean Galle, cestista e allenatore di pallacanestro francese (n. 1936)
- 2023 - Franco Manescalchi, poeta, saggista e giornalista italiano (n. 1937)
- 2023 - Ketty Roselli, attrice e ballerina italiana (n. 1972)
- 2024 - Andrea Capone, calciatore italiano (n. 1981)
- 2024 - Ron Ely, attore e scrittore statunitense (n. 1938)
- 2024 - Richard Hamilton, matematico statunitense (n. 1943)
- 2024 - Marko Valok, calciatore e allenatore di calcio jugoslavo (n. 1927)
- 2024 - Nobuyo Ōyama, doppiatrice giapponese (n. 1933)

## Senza anno specificato(1)
- Fraterno di Auxerre, vescovo francese